# Sellain T'api
Sellain T'api es un pequeño pueblo turcochipriota desierto y destruido situada en la región Tylliria de Chipre, a cuatro kilómetros al sur de Mansoura / Mansur. La zona está controlada actualmente por el gobierno grecochipriota.
El origen del nombre es desconocido, pero posiblemente significa "silla de peras" en griego coloquial chipriota. Chipriotas turcos adoptaron el nombre de Selçuklu en 1959. Selçuk es el nombre de un hombre en turco, pero también fue el nombre de una dinastía turca que gobernó entre los siglo XI y XIII.

## Conflicto intercomunal

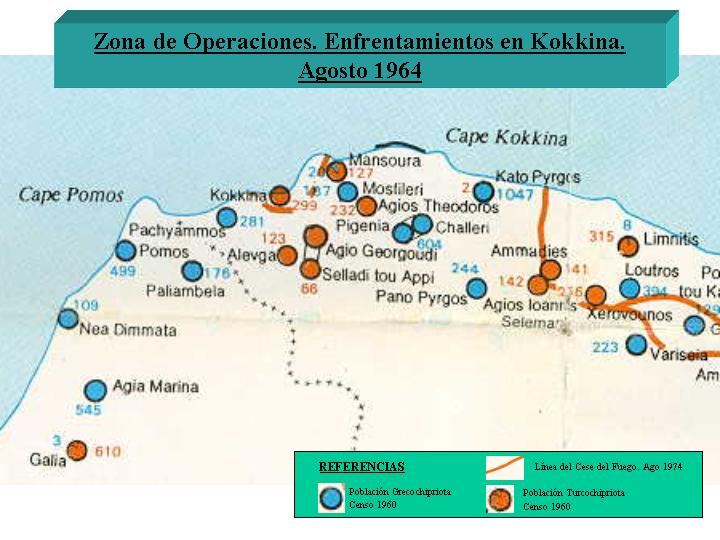
Kokkina. Composición étnica de las localidades de los alrededores - 1960

De 1891 a 1960, el pueblo fue, casi exclusivamente, habitado por turco-chipriotas. Aunque la población ha fluctuado durante el período británico, en última instancia, se produjo un ligero aumento desde 1891 a 66 en 1960.
Todos los habitantes turcos de Sellain T'api / Selçuklu fueron desplazados en 1964. El pueblo fue evacuado por UNFICYP en agosto de 1964, cuando la zona estaba siendo atacada por el general Grivas y la Guardia Nacional.
La mayoría de los turcochipriotas de Sellain T'api / Selçuklu buscaron refugio en el enclave turcochipriota de Kokkina / Erenköy. Permanecieron allí hasta 1976, cuando fueron trasladados de nuevo a la parte de la isla controlada por los turcos hasta el pueblo grecochipriota de Yialousaen la península de Karpasia.

## Población actual
El pueblo ha permanecido abandonado desde 1964. La totalidad de sus casas y los edificios están en ruinas.